# Francesc Beringola Marcó
Francesc Beringola Marcó (Reus, 15 de maig de 1804 - 1882) va ser un pintor i daurador català.
Fill de Miquel Beringola, pintor i escultor d'imatges religioses i germà del comerciant Antoni Beringola, va treballar amb el seu pare en la restauració de retaules als monestirs de Poblet i Santes Creus després de la crema de 1835. A Reus va restaurar algunes imatges dels convents cremats de Sant Francesc i Sant Joan, la imatge del Sant Crist del cementiri de l'ermita del Roser i diverses pintures a l'ermita de Misericòrdia. Va dirigir una càtedra de dibuix gratuïta, finançada per l'ajuntament, plaça que el seu pare ja havia ocupat. Va decorar com a pintor algunes cases nobles de Reus i els locals del Gremi de Blanquers i Assaonadors, on va pintar dues figures, la Fe i l'Esperança i va fer diverses dauradures per l'altar que tenia el gremi. Se'n conserva un rebut on diu que per aquests treballs va cobrar 7 lliures, 13 sous i 9 diners. Va dissenyar alguns elements decoratius que se situaven al carrer amb motiu de festes especials (arcs triomfals, altars...) i el 1859 va daurar la carrossa per a la Mare de Déu de Misericòrdia que es va estrenar aquell any. El 1860 era clavari de la Congregació de la Puríssima Sang de Reus. El 1880, era soci de la societat obrerista Centre d'Amics, on donava classes gratuïtes de dibuix.